# Gustav Krüger (Philologe)
Friedrich Wilhelm Gustav Krüger (* 28. Mai 1837 in Braunschweig; † 18. September 1912 in Dessau) war ein deutscher Klassischer Philologe, Gymnasiallehrer und Schulrat.

## Leben und Wirken
Nach der Ausbildung am Gymnasium in seiner Heimatstadt Braunschweig studierte der Sohn des Altphilologen August Krüger von 1855 bis 1857 an der Universität Göttingen und danach an der Universität Bonn Klassische Philologie und promovierte dort 1860. Das Thema seiner Dissertation lautete Theologumena Pausaniae. Nachdem er ein halbes Jahr Hilfslehrer am Friedrichs-Gymnasium in Berlin gewesen war, wurde er am 29. September 1860 ordentlicher Lehrer am Königlichen Joachimsthal’schen Gymnasium in Berlin und Alumnatadjunkt. 1866 wechselte Krüger als Oberlehrer an das Progymnasium nach Charlottenburg. 1869 war er zugleich als erster Oberlehrer am dortigen Königlichen Gymnasium in Charlottenburg vorgesehen. Er verzichtete hierauf und wurde fünfter und später dritter Oberlehrer an der lateinischen Hauptschule in Halle (Saale). 1872 folgte er dem Ruf des Stadtrats von Leipzig und wurde erster Oberlehrer an der dortigen Thomasschule. 1873 wurde er dort zum Professor ernannt. Von 1874 bis 1881 war Krüger Direktor des Städtischen Gymnasiums in Görlitz. 1881 wurde er zum Direktor des Friedrichs-Gymnasiums in Dessau berufen und dort zum Schulrat und Dezernent für das anhaltische höhere Schulwesen ernannt. 1895 wurde Krüger zum Oberschulrat und 1898 zum Geheimen Schulrat befördert.

## Publikationen (Auswahl)
- Theologumena Pausaniae. Dissertatio inaug. Braunschweig 1860.
- L. Apulei Madaurensis apologia sive de magia über. Weidmann, Berlin 1864.
- Apulei floridorum quae supersunt. Weidmann, Berlin 1865.
- Charon und Thanatos. Römisches Grabrelief. In: Charlottenburger Programm, Charlottenburg 1866.